# Synapsis birmanicus
Synapsis birmanicus är en skalbaggsart som beskrevs av Gillet 1907. Synapsis birmanicus ingår i släktet Synapsis och familjen bladhorningar. Inga underarter finns listade i Catalogue of Life.